# 프란체스코 마리아 2세 델라 로베레
프란체스코 마리아 2세 델라 로베레(이탈리아어: Francesco Maria II della Rovere, 1549년 2월 20일 - 1631년 4월 23일)는 마지막 우르비노 공작이다.

## 생애
페사로에서 태어난 프란체스코 마리아 2세는 우르비노 공작인 구이도발도 2세 델라 로베레와 파르마 공작 딸 비토리아 파르네세(Vittoria Farnese)의 아들로 태어났다. 그는 1565년과 1569년 사이 에스파냐 왕국의 펠리페 2세 궁전에서 자랐다. 그곳에서 그는 스페인 여인을 만났고 그녀와 결혼하기 위해 그의 아버지에게 소개시켰다. 하지만 그의 아버지는 이를 승낙하지 않았고 우르비노로 돌아올 것을 명했다. 1570년 그는 에르콜레 2세 데스테의 딸인 루크레치아 데스테와 혼인하였다. 그의 아버지는 이후 몇 년만에 사망하였고, 1574년 프란체스코 마리아 2세는 우르비노 공작직을 계승하였다.
1580년 가문의 영지에 큰 문제가 발생하였고 프란체스코 마리아 2세는 가문의 직위인 아르체와 소라 공작을 100,000 스쿠도에 자코모 본콤파니에게 팔 수 밖에 없었다.
프란체스코 마리아 2세는 결혼을 했음에도 자식이 없었고 그는 아들이 필요로 하였다. 그의 가문에 남은 직위는 그가 사망시에 소멸될 수 있었고 그의 잔류 영지는 체납되거나 교황령에 흡수 될 수 밖에 없었다.
그래서 1599년에 첫째 아내인 루크레치아가 사망하자, 그는 친척인 리비아 델라 로베레와 혼인하였다. 1605년 5월 16일 오랜 기대 끝에 외동 아들인 페데리코 우발도 델라 로베레가 태어났다.
페데리코 우발도는 1621년 클라우디아 데 메디치와 혼인하였고 아버지의 공작 직위를 계승했다. 하지만 1623년에 페데리코는 장차 페르디난도 2세 데 메디치의 아내가 되는 딸인 비토리아 델라 로베레를 남기고 간질로 사망한다.
나이 든 프란체스코 마리아 2세는 다시 공작직위를 갖게 되었고, 더 이상 후계자를 만들 희망이 없자, 1625년 교황 우르바노 8세에게 공국을 넘기고 만다. 교황의 조카인 타데오 바르베리니는 1631년에 프란체스코 마리아 2세가 우르바니아에서 사망한 후, 교황령에 합병된 공국의 지배권을 얻었다. 델라 로베레 가문의 마지막 일원인 비토리아는 공작의 예술 수집품들을 상속받았고 이는 피렌체의 우피치 미술관으로 옮겨졌다.

## 혼인
1. 루크레치아 데스테 - 1570년 1월 19일 생, 프랑스의 르네와 에르콜레 2세 데스테의 딸.
2. 리비아 델라 로베레 - 1599년 4월 29일 생, 이폴리토 델라 로베레(Ippolito della Rovere)와 이사벨라 비텔리 데이 시뇨리 델라마트리체(Isabella Vitelli dei Signori dell'Amatrice)의 딸.